# 628 هـ
628 هـ هي سنة في التقويم الهجري امتدت مُقابلةً في التقويم الميلادي بين سنتي 1230 و1231.

## أحداث
- وصول جلال الدين منكبرتي إلى أذربيجان.

## مواليد
- ابن ميسر المصري

## وفيات
- ابن القطان الفاسي
- ابن معطي الزواوي
- الدخوار
- بهرام شاه